# Diocèse de Bogor
Le diocèse de Bogor (en latin : Dioecesis Bogorensis) est une Église particulière de l'Église catholique en Indonésie, dont le siège est à Bogor, une ville de la province de Java occidental.

## Histoire
La préfecture apostolique de Sukabumi a été créée le 9 décembre 1948 par séparation du vicariat apostolique de Batavia. Le 3 janvier 1961, la préfecture apostolique est devenue le diocèse de Bogor, diocèse suffragant de l'archidiocèse de Jakarta.

## Organisation
Le diocèse de Bogor couvre l'ouest de la province de Java occidental ainsi que la province de Banten.
Le diocèse compte 18 paroisses dont la cathédrale de la Bienheureuse-Vierge-Marie de Bogor (es).

## Liste des ordinaires du diocèse

### Préfet apostolique
- Mgr Paternus Nicholas Joannes Cornelius Geise, OFM (1948-1961), nommé 1er évêque du diocèse

### Évêques
- Paternus Nicholas Joannes Cornelius Geise, OFM (1961-1975), précédemment préfet apostolique
- Ignatius Harsono, (1975-1993)
- Cosmas Michael Angkur, OFM (1994-2013)[1]
- Paskalis Bruno Syukur, OFM (2013-)[1]

## Source
Ccatholic-Hierarchy